# Alterações fisiológicas na gravidez

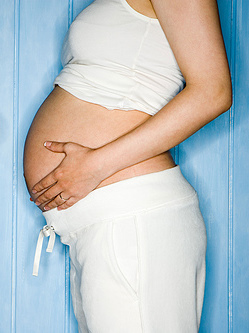
Pelve e postura corporal dorsal durante a gravidez

Alterações fisiológicas na gravidez são as adaptações que ocorrem durante a gravidez e que permitem a acomodação do embrião e feto em desenvolvimento. São adaptações fisiológicas normais que provocam mudanças no comportamento, no funcionamento do coração, dos vasos sanguíneos e do sangue, no metabolismo — incluindo aumento nos níveis de glicose, na função renal, na postura e na respiração. Durante a gravidez, diversos hormônios e proteínas são secretados e têm uma ampla gama de efeitos.

## Hormonais
As gestantes passam por inúmeros ajustes no sistema endócrino para sustentar o feto em desenvolvimento. A unidade feto-placentária secreta hormônios esteroides e proteínas que alteram o funcionamento de várias glândulas endócrinas maternas. Em alguns casos, as mudanças nos níveis hormonais e seus efeitos sobre os órgãos-alvo podem levar ao diabetes gestacional e à hipertensão gestacional.

### Unidade feto-placentária
Os níveis de progesterona e estrogênio aumentam continuamente durante a gestação, suprimindo o eixo hipotalâmico e, consequentemente, o ciclo menstrual. A progesterona é inicialmente produzida pelo corpo lúteo e, no segundo trimestre, pela placenta. Há também aumento do hormônio gonadotrofina coriônica humana (β-hCG), produzido pela placenta.

### Produção de insulina
A placenta também produz lactogênio placentário humano (hPL), que estimula a lipólise materna e o metabolismo de ácidos graxos. Isso preserva a glicose no sangue para uso do feto. O hPL pode reduzir a sensibilidade dos tecidos maternos à insulina, o que pode resultar em diabetes gestacional.

### Hipófise
A hipófise aumenta cerca de um terço de tamanho devido à hiperplasia dos lactotrofos, em resposta ao alto nível plasmático de estrogênio. A prolactina, produzida pelos lactotrofos, aumenta progressivamente durante a gestação. A prolactina promove a mudança estrutural das glândulas mamárias de ductal para lobular-alveolar e estimula a produção de leite.

### Paratireoide
A formação do esqueleto fetal e, posteriormente, a lactação desafiam o corpo materno a manter os níveis de cálcio. A Organização Mundial da Saúde recomenda que gestantes consumam 1200 mg de cálcio diariamente. O esqueleto fetal requer aproximadamente 30 g de cálcio até o final da gestação. O corpo da mãe se adapta aumentando o hormônio da paratireoide, o que eleva a absorção de cálcio no intestino e a reabsorção renal de cálcio. O cálcio sérico total materno diminui devido à hipoalbuminemia materna, mas o cálcio ionizado se mantém estável. Se a ingestão de cálcio for insuficiente, o mineral pode ser retirado dos ossos da gestante, especialmente nas fases finais da gravidez.

### Nutrição
Nutricionalmente, as mulheres grávidas necessitam de um aumento calórico de 350 kcal/dia e de um aumento na ingestão de proteínas para 70 ou 75 g/dia.[carece de fontes?] Também há um aumento na necessidade de ácido fólico de 0,4 para 0,8 mg/dia (importante na prevenção de defeitos do tubo neural). Em média, ocorre um ganho de peso de 20 to 30 lb (9,1 to 13,6 kg).[carece de fontes?]
Todas as pacientes são aconselhadas a tomar vitaminas pré-natais para compensar as maiores necessidades nutricionais. A suplementação de colina em mamíferos estudados apoia o desenvolvimento mental que dura por toda a vida.

## Sistema urinário e trato reprodutor inferior

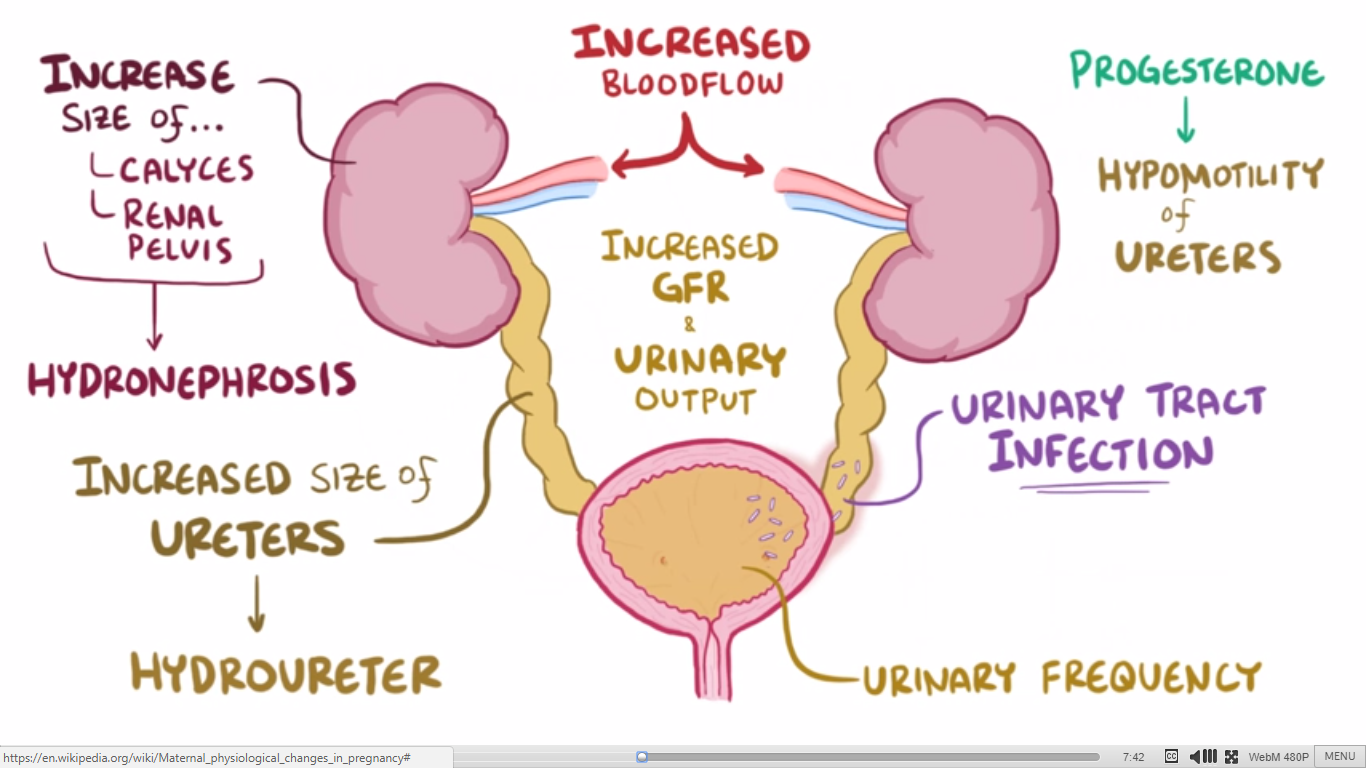
Alterações geniturinárias na gravidez

A progesterona provoca muitas alterações no sistema geniturinário. Uma gestante pode apresentar aumento do tamanho dos rins e ureteres devido ao aumento do volume e da vascularização sanguínea. Mais tarde na gestação, a mulher pode desenvolver hidronefrose e hidroureter fisiológicos da gestação, o que é normal. A progesterona causa vasodilatação e aumento do fluxo sanguíneo para os rins e, como resultado, a taxa de filtração glomerular (TFG) aumenta comumente em 50%, retornando ao normal por volta de 20 semanas pós-parto. O aumento da TFG eleva a excreção de proteína, albumina e glicose. Isso também leva ao aumento da produção de urina, que pode ser percebido pela gestante como maior frequência urinária. A progesterona também reduz a motilidade dos ureteres, o que pode levar à estase urinária e, consequentemente, a um risco aumentado de infecção do trato urinário.
A gravidez altera a microbiota vaginal com redução da diversidade de espécies e gêneros. A hidronefrose fisiológica pode aparecer a partir da sexta semana.

## Sistema gastrointestinal
As alterações no sistema gastrointestinal (GI) durante a gravidez são causadas pelo aumento do útero e pelas mudanças hormonais da gestação. Anatomicamente, o intestino e o estômago são deslocados para cima pelo útero em crescimento. Embora não esteja claro se existem alterações intrínsecas no tamanho dos órgãos GI em humanos, a veia porta aumenta de tamanho devido ao estado hiperdinâmico da gravidez. No entanto, estudos recentes sugerem que o intestino materno cresce durante a gestação, pelo menos em camundongos, e, portanto, é provável que mudanças semelhantes ocorram também em seres humanos.
Níveis elevados de progesterona e estrogênio são responsáveis pela maioria das alterações funcionais do sistema gastrointestinal durante a gravidez. A progesterona provoca relaxamento da musculatura lisa, o que desacelera a motilidade gastrointestinal e diminui o tônus do esfíncter esofágico inferior (EEI). O aumento da pressão intragástrica, combinado com o menor tônus do EEI, leva ao refluxo gastroesofágico, comum na gestação.
O aumento da ocorrência de colelitíase (cálculos biliares) durante a gravidez deve-se à inibição da contração da vesícula biliar (como resultado do aumento do relaxamento da musculatura lisa mediado pela progesterona) e à redução do transporte biliar da bile (mediado pelo estrogênio), o que resulta em colestase da gravidez.
Náuseas e vômitos na gravidez, popularmente conhecidos como enjoo matinal, estão entre os sintomas gastrointestinais mais comuns da gestação. Começam entre a 4ª e a 8ª semana e geralmente desaparecem entre a 14ª e a 16ª semana. A causa exata não é totalmente compreendida, mas está associada ao aumento dos níveis de gonadotrofina coriônica humana, progesterona e ao consequente relaxamento da musculatura lisa do estômago. A hiperêmese gravídica, forma grave de náusea e vômitos na gravidez, pode levar a deficiências nutricionais, perda de peso, desequilíbrio eletrolítico e é uma das principais causas de hospitalização no primeiro trimestre.
A prisão de ventre (constipação intestinal) é outro sintoma gastrointestinal comum na gestação. Está associada ao estreitamento do cólon, que é comprimido pelo útero em crescimento, levando a um bloqueio mecânico. A redução da motilidade em todo o sistema gastrointestinal, bem como o aumento da absorção de água durante a gravidez, também são fatores que contribuem.
Paladar, olfato e apetite. Desejos alimentares e aversões gustativas e olfativas a certos alimentos são comuns durante a gravidez. Embora os mecanismos exatos desses sintomas não sejam totalmente explicados, acredita-se que os desejos possam surgir da ideia de que certos alimentos aliviam as náuseas. A pica (apetite por substâncias não alimentares), desejo intenso por substâncias incomuns como argila e gelo, também já foi relatada em gestantes.
Hemorroidas e doença gengival são achados físicos comuns na gestação que afetam o sistema gastrointestinal. As hemorroidas surgem como resultado da constipação e da congestão venosa frequentes na gravidez. A doença gengival parece estar relacionada ao amolecimento e edema das gengivas (inchaço por acúmulo de líquido), observados principalmente nesse período. O mecanismo e a causa dessas alterações gengivais não são bem compreendidos.

## Tolerância imunológica
O feto dentro de uma mulher grávida pode ser visto como um aloenxerto excepcionalmente bem-sucedido, já que difere geneticamente da mãe. Da mesma forma, muitos casos de aborto espontâneo podem ser descritos como uma espécie de rejeição de transplante materno.

## Sistema musculoesquelético
Adaptações neuromecânicas à gravidez referem-se a mudanças na marcha, na postura e no feedback sensorial, devido às inúmeras alterações anatômicas, fisiológicas e hormonais que as mulheres experimentam durante a gravidez. Essas mudanças aumentam o risco de distúrbios musculoesqueléticos e quedas. Esses distúrbios incluem dor lombar, cãibras nas pernas e dor no quadril. Gestantes caem em taxas semelhantes às de mulheres acima de 70 anos (27% contra 28%). A maioria das quedas (64%) ocorre no segundo trimestre. Além disso, dois terços estão associadas a andar em pisos escorregadios, apressar-se ou carregar objetos. As causas exatas dessas quedas não são totalmente conhecidas, mas fatores como alterações na postura, equilíbrio e marcha podem contribuir.
A postura do corpo muda conforme a gestação avança. A pelve inclina-se e as costas arqueiam para ajudar a manter o equilíbrio. A postura inadequada ocorre naturalmente devido ao estiramento dos músculos abdominais, que ficam menos capazes de contrair e manter o alinhamento adequado da lombar. A gestante também apresenta um padrão de marcha diferente. O comprimento da passada aumenta com o avanço da gravidez devido ao ganho de peso e às alterações posturais. Em média, o pé da mulher pode crescer meio número ou mais durante a gestação. Além disso, o aumento do peso corporal, a retenção de líquidos e o ganho de peso reduzem os arcos plantares, aumentando o comprimento e a largura dos pés. A elevação dos níveis hormonais, como estrogênio e relaxina, provoca remodelamento de tecidos moles, cartilagens e ligamentos. Certas articulações, como a sínfise púbica e a sacroilíaca, alargam-se ou tornam-se mais frouxas.[carece de fontes?]
A adição de massa, principalmente em torno do tronco, altera naturalmente o centro de massa (CM) da gestante. Essa mudança no CM exige ajustes corporais para manter o equilíbrio.

### Lordose lombar
Para compensar a carga adicional da gravidez, gestantes frequentemente estendem a região lombar. Conforme o peso fetal aumenta, as mulheres tendem a arquear mais a parte inferior das costas, especificamente na região lombar da coluna vertebral, para manter a estabilidade postural e o equilíbrio. Esse arqueamento é chamado de lordose lombar, que reposiciona o centro de massa em uma posição estável, reduzindo o torque no quadril. Segundo um estudo conduzido por Whitcome et al., a lordose lombar pode aumentar de um ângulo de 32 graus com 0% de massa fetal (mulheres não grávidas ou no início da gestação) para 50 graus com 100% de massa fetal (final da gravidez). No pós-parto, o ângulo da lordose diminui e pode retornar ao valor anterior à gestação. Embora a lordose lombar reduza o torque no quadril, ela também aumenta a carga de cisalhamento na coluna, o que pode ser a causa da dor lombar comum na gestação.

### Implicações evolutivas
Diante das exigências da carga fetal e da importância de gerar descendentes para a aptidão biológica dos seres humanos, a seleção natural pode ter desempenhado um papel na evolução de uma anatomia específica da vértebra lombar em fêmeas. Há diferenças sexuais na coluna lombar de homens e mulheres, o que ajuda a reduzir o desconforto da carga fetal nas mulheres. Homens e mulheres têm 5 vértebras lombares, mas nas mulheres as 3 vértebras lombares inferiores são cunhadas dorsalmente, enquanto nos homens apenas as 2 inferiores apresentam essa característica. Quando a mulher arqueia as costas, como na gestação, essa vértebra extra cunhada dorsalmente reduz a força de cisalhamento. Esse dimorfismo sexual sugere que a seleção natural atuou para melhorar o desempenho postural e locomotor materno durante a gravidez.
Se a seleção natural atuou sobre a região lombar do Homo sapiens para criar esse dimorfismo, então esse traço também deve estar presente no gênero Australopithecus, hominínios bípedes habituais por pelo menos 2 milhões de anos após os primeiros bípedes. Atualmente existem dois segmentos lombares quase completos de australopitecos: um com três vértebras cunhadas dorsalmente e outro com duas. A explicação para esses achados é que o primeiro seria de uma fêmea e o segundo de um macho. Essas evidências apoiam a ideia de que a seleção natural desempenhou um papel dimórfico na anatomia lombar.

### Estabilidade postural
O peso ganho durante a gravidez também afeta a capacidade de manter o equilíbrio.

#### Percepção
Gestantes têm percepção reduzida do equilíbrio durante a postura ereta, o que é confirmado por um aumento da oscilação ântero-posterior (frente-trás). Essa relação se intensifica com o avanço da gestação e diminui significativamente no pós-parto. Para compensar a diminuição da estabilidade (real e percebida), a largura da base de apoio aumenta.

#### Resposta a desequilíbrios

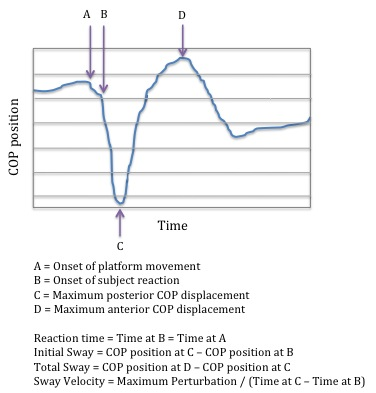
Medidas de estabilidade postural obtidas por plataforma de força. Adaptado de McCrory et al. 2010

Sob estabilidade postural dinâmica, definida como a resposta a perturbações frontais e posteriores, os efeitos da gestação são diferentes. Oscilação inicial, oscilação total e velocidade de oscilação são significativamente menores no terceiro trimestre do que no segundo e em comparação com mulheres não grávidas. Essas características biomecânicas podem explicar por que as quedas são mais comuns no segundo trimestre.
Além disso, o tempo de reação das gestantes (em qualquer estágio) a perturbações de translação não difere significativamente do de mulheres não grávidas. Isso sugere a existência de um mecanismo compensatório que ajuda a manter a estabilidade.

### Marcha
A marcha na gravidez muitas vezes apresenta-se como uma “marcha bamboleante” – deslocamento para frente com componente lateral. No entanto, pesquisas mostram que o deslocamento para frente em si não muda na gravidez. Parâmetros como cinemática da marcha (velocidade, comprimento da passada e cadência) permanecem inalterados no terceiro trimestre e até um ano após o parto. Isso indica que não há mudança no movimento para frente, mas há aumento significativo nos parâmetros cinéticos, o que pode explicar como o padrão de marcha se mantém apesar do aumento de massa e da alteração na distribuição do peso. Esses parâmetros cinéticos indicam maior uso dos músculos abdutores e extensores do quadril e dos flexores plantares do tornozelo. Para compensar essas alterações, gestantes fazem adaptações que podem levar a lesões musculoesqueléticas. Embora a “marcha bamboleante” não possa ser descartado, esses resultados sugerem que exercícios e condicionamento físico podem ajudar a prevenir essas lesões.

## Sistema respiratório
Diversas alterações fisiológicas na gestação influenciam o estado e a função respiratória. A progesterona aumenta o volume minuto (quantidade de ar inspirado e expirado por minuto) em 40% no primeiro trimestre, apenas pelo aumento do volume corrente, já que a frequência respiratória não se altera. Como resultado, os níveis de dióxido de carbono no sangue diminuem e o pH sanguíneo torna-se mais alcalino. Os rins passam a excretar bicarbonato para compensar essa alteração, resultando em alcalose respiratória com compensação por acidose metabólica.
Com o crescimento do útero e do feto, o diafragma é deslocado para cima, reduzindo o espaço para expansão pulmonar e diminuindo o volume de reserva expiratório e o volume residual, levando a uma redução de 20% na capacidade residual funcional ao longo da gravidez.
O consumo de oxigênio aumenta de 20% a 40%, devido à demanda do feto, da placenta e do aumento da atividade metabólica materna. Essa combinação de maior consumo de oxigênio e menor capacidade residual funcional pode tornar gestantes com asma, pneumonia ou outras doenças respiratórias mais propensas a agravamentos durante a gravidez.